# Jury (Moselle)
Jury (Duits: Giringen) is een gemeente in het Franse departement Moselle in de regio Grand Est. Jury telde op 1 januari 2022 1.383 inwoners.

## Geschiedenis
De gemeente maakte deel uit van het kanton Verny in het arrondissement Metz-Campagne tot op 22 maart 2015 beide werden opgeheven. Bazoncourt werd opgenomen in het nieuwgevormde kanton Le Pays Messin, dat onderdeel werd van het arrondissement Metz.

## Geografie
De oppervlakte van Jury bedroeg op 1 januari 2022 3,17 vierkante kilometer; de bevolkingsdichtheid was toen 436,3 inwoners per km².

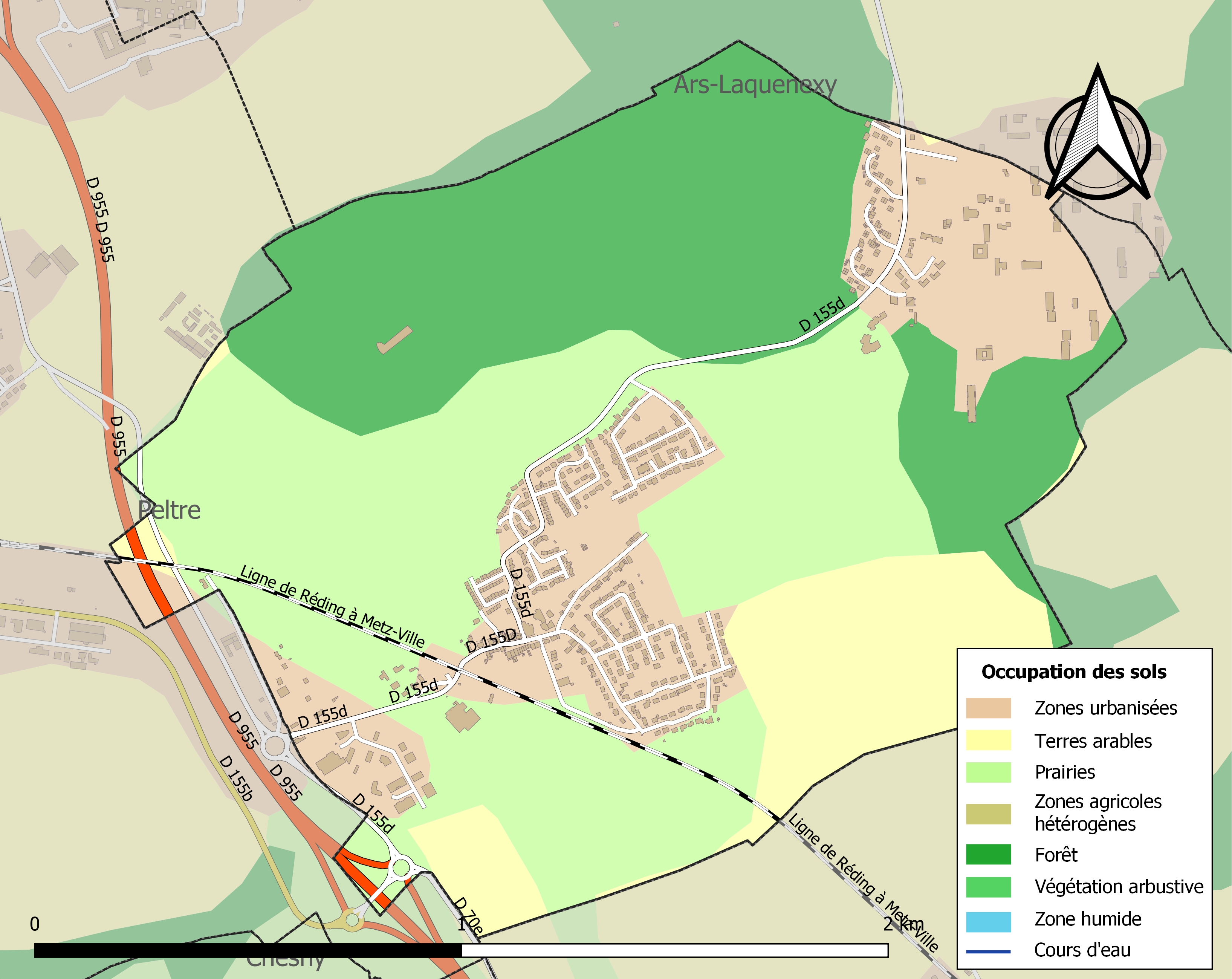
Kaart van de gemeente met de belangrijkste infrastructuur, bodemgebruik en omliggende gemeenten

## Demografie
Onderstaande figuur toont het verloop van het inwonertal (bron: INSEE-tellingen).